# Dick Cochran
Dick Cochran (eigentlich Richard Lee Cochran; * 23. Juni 1938 in Tulsa) ist ein ehemaliger US-amerikanischer Diskuswerfer.
Bei den Panamerikanischen Spielen 1959 in Chicago gewann er Silber. Im Jahr darauf wurde er Dritter bei den US-Ausscheidungskämpfen für die Olympischen Spiele in Rom, bei denen er hinter seinen Landsleuten Al Oerter und Rink Babka die Bronzemedaille holte.
Für die University of Missouri startend siegte er 1959 und 1960 bei der NCAA-Meisterschaft.